# Chronogaster daoi
Chronogaster daoi is een rondwormensoort uit de familie van de Chronogasteridae. De wetenschappelijke naam van de soort is voor het eerst geldig gepubliceerd in 1964 door Loof.